# Маскота
Маскота (исп. Mascota) — город в Мексике, в штате Халиско, входит в состав одноименного муниципалитета и является его административным центром. Численность населения, по данным переписи 2020 года, составила 9272 человека.

## Общие сведения
Название Mascota с языка науатль можно перевести как: место обитания оленей и змей.
В доиспанские времена в поселение являлось важным политическим центром, которому подчинялись индейские поселения: Тальпа, Эль-Туито и Чакала.
В 1525 году регион был завоёван конкистадором Франсиско Кортесом, а Маскота перешла в  управление Педро Гомеса и Мартина Монхе де Леона, став энкомьендой.
Современное поселение было основано в середине XVIII века в 20 км к северо-западу от изначального. Аборигены переселялись из одного конца долины в другой, беспорядочно возводя дома вблизи реки.
В 1824 году Маскота получила статус вильи, а 10 апреля 1885 года — статус города.
Город расположен в 200 км к западу от столицы штата, города Гвадалахара, на федеральной трассе 70.

## Население
| Год  | Численность | Численность |
| ---- | ----------- | ----------- |
| 2000 | 7908        | [ 7 ]       |
| 2005 | 8215        | [ 8 ]       |
| 2010 | 8801        | [ 9 ]       |
| 2020 | 9272        | [ 10 ]      |